# Deportivo Santaní
Club Deportivo Santaní jest paragwajskim klubem piłkarskim z siedzibą w mieście San Estanislao.

## Osiągnięcia
- Wicemistrz drugiej ligi paragwajskiej: 2012

## Historia
Założony 27 lutego 2009 roku klub Deportivo Santaní w 2014 roku zdobył wicemistrzostwo drugiej ligi i w 2015 roku zadebiutował w pierwszej, najwyższej lidze Paragwaju (Primera División).